# Anthene talboti
Anthene talboti is een vlinder uit de familie van de Lycaenidae. De wetenschappelijke naam van de soort is voor het eerst geldig gepubliceerd in 1936 door Stempffer.